# Crkva sv. Antuna Pustinjaka u Slavetiću
Crkva sv. Antuna Pustinjaka je crkva u naselju Slavetić koje je u sastavu grada Jastrebarsko, zaštićeno kulturno dobro.

## Opis dobra
Arhitektonski slojevita crkva dominantnih baroknih karakteristika potječe iz 1600. godine, a povećana je 1665., te u 18. i 19. stoljeću. Jednobrodna je, s dvije kapele na sjevernoj i jednom na južnoj strani, te polukružnim, izvana poligonalno zaključenim svetištem s kontraforama. Na glavnom pročelju je trijem s masivnim zvonikom. U cijelosti je svođena različitim tipovima svoda. U bočnoj kapeli Uznesenja Blažene Djevice Marije smještena je grobnica obitelji Oršić, vlasnika posjeda Slavetić. Vrijedan inventar potječe iz razdoblja baroka. U neposrednoj blizini podno platoa na kojem je crkva građen je istovremeno s njom župni dvor i gospodarski objekti. Čitav kompleks ima izvanredan ambijentalni značaj kao jedan od rijetko sačuvanih gospodarskih kompleksa koji uključuje fortifikacijski karakter.

## Zaštita
Pod oznakom Z-1888 zavedena je kao nepokretno kulturno dobro - pojedinačno, pravna statusa zaštićena kulturnog dobra, klasificirano kao "sakralna graditeljska baština".